# Кастрогонсало
Кастрогонсало (ісп. Castrogonzalo) — муніципалітет в Іспанії, у складі автономної спільноти Кастилія-і-Леон, у провінції Самора. Населення — 513 осіб (2010).
Муніципалітет розташований на відстані близько 240 км на північний захід від Мадрида, 55 км на північ від Самори.
На території муніципалітету розташовані такі населені пункти: (дані про населення за 2010 рік)
- Кастрогонсало: 490 осіб
- Парадорес-де-Кастрогонсало: 23 особи

## Демографія
Динаміка населення (INE ):